# Château de Saint-Chartier
Le château de Saint-Chartier est située dans la commune française de Saint-Chartier dans le département de l'Indre et la région Centre-Val de Loire.
Forteresse composée d'un donjon primitivement flanqué de quatre tours d'angle avec une cour intérieure. Dans le parc subsiste une galerie à arcades du XIIIe siècle.
George Sand y situe son roman Les Maîtres sonneurs.
Le château a accueilli pendant 32 ans le festival de Saint-Chartier, appelé les rencontres internationales de luthiers et maîtres sonneurs, jusqu'en 2008. À la suite du changement de propriétaire, le festival a déménagé au château d'Ars et la restauration du château a été commencée.

## Géographie
Le château est situé dans l'espace naturel du Boischaut Sud.

## Historique
Le château est classé Monument Historique (remparts, courtines, communs, Jeu de Paume, cheminée) et inscrit (Corps de logis du château), tous deux le 14 février 1989. Il date du début du XIIe siècle, avec des transformations à la Renaissance puis encore au XIXe siècle.
XIIe siècle
Le château est cité la première fois en 1102, par la mention d'une visite de l’archevêque de Bourges Léodegaire à Adelardus Villebaldus (aussi appelé Adalard), qui se qualifie de seigneur de Saint-Chartier. Il est vassal des seigneurs de Déols.
À la fin du XIIe siècle, la dernière de Raouls est  Denise de Déols et Châteauroux (1173 - 1207).  Elle est veuve à seize ans; le roi Richard Cœur de Lion la donne pour épouse à André de Chauvigny, fidèle des rois d’Angleterre, en 1189 et elle lui apporte en dot Déols, Saint-Chartier, La Châtre, Le Châtelet, Châteauroux, etc. Pour plusieurs siècles, Saint-Chartier est aux mains des Chauvigny
XIVe et XVe siècles
Les Chauvigny, reconstruisent le donjon du XIVe siècle et le logis au XVe siècle. Ils construisent également, au XIIIe siècle, une  galerie dite  « jeu de paume ».
XVIe siècle
Le château a subi quelques changements au cours du temps de Louis XVI pour l'utilisation des écuries.
XIXe siècle
Le comte Aimé Jacques Marie Constant de Moreton de Chabrillan, chambellan de Napoléon, devient propriétaire du château. Le château est mal entretenu, et  pendant la période de la Restauration, plusieurs parties du château sont ruinées.
En 1858, Alexandre Ier Naud, marchand de tissus, achète le Château. Il y habite avec son épouse Victoire Clouard et ses deux enfants, Alexandre II et Victorine.
Alexandre Ier a construit entre 1864 et 1865 la Chapelle Barbault, dans le parc du château, comme chapelle funéraire pour sa famille.
Le château est restauré en 1873-1880 par sa fille Victorine et son mari Michel Germain, avec l'aide de Monseigneur Trioche, et l'architecte départemental Alfred Dauvergne.
XXe et XXIe siècles
Victime d'un incendie avant dans la première moitié du XXe siècle. Son propriétaire actuel a commencé la restauration en 2009.

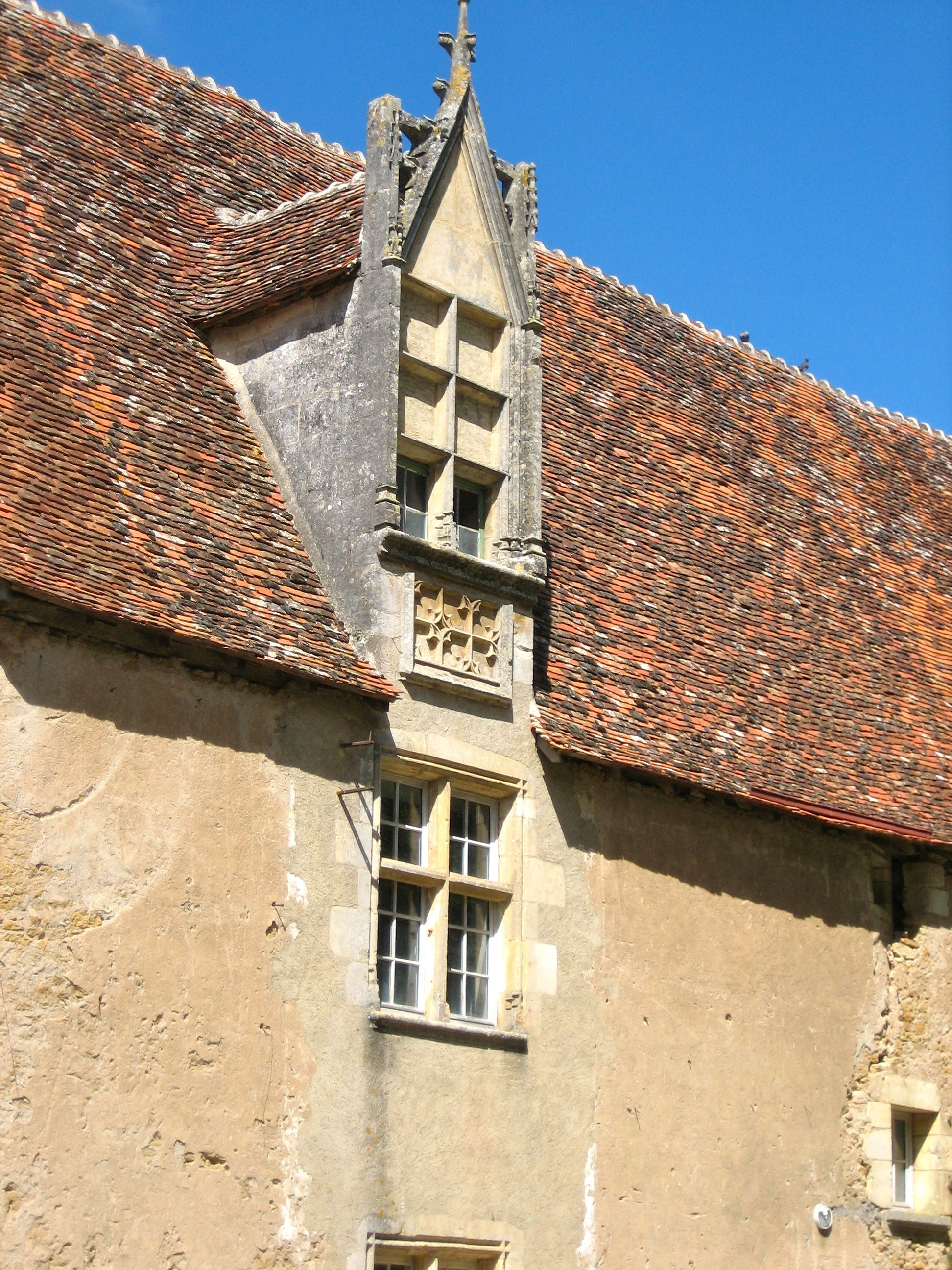
Bâtiment des communs (détail).

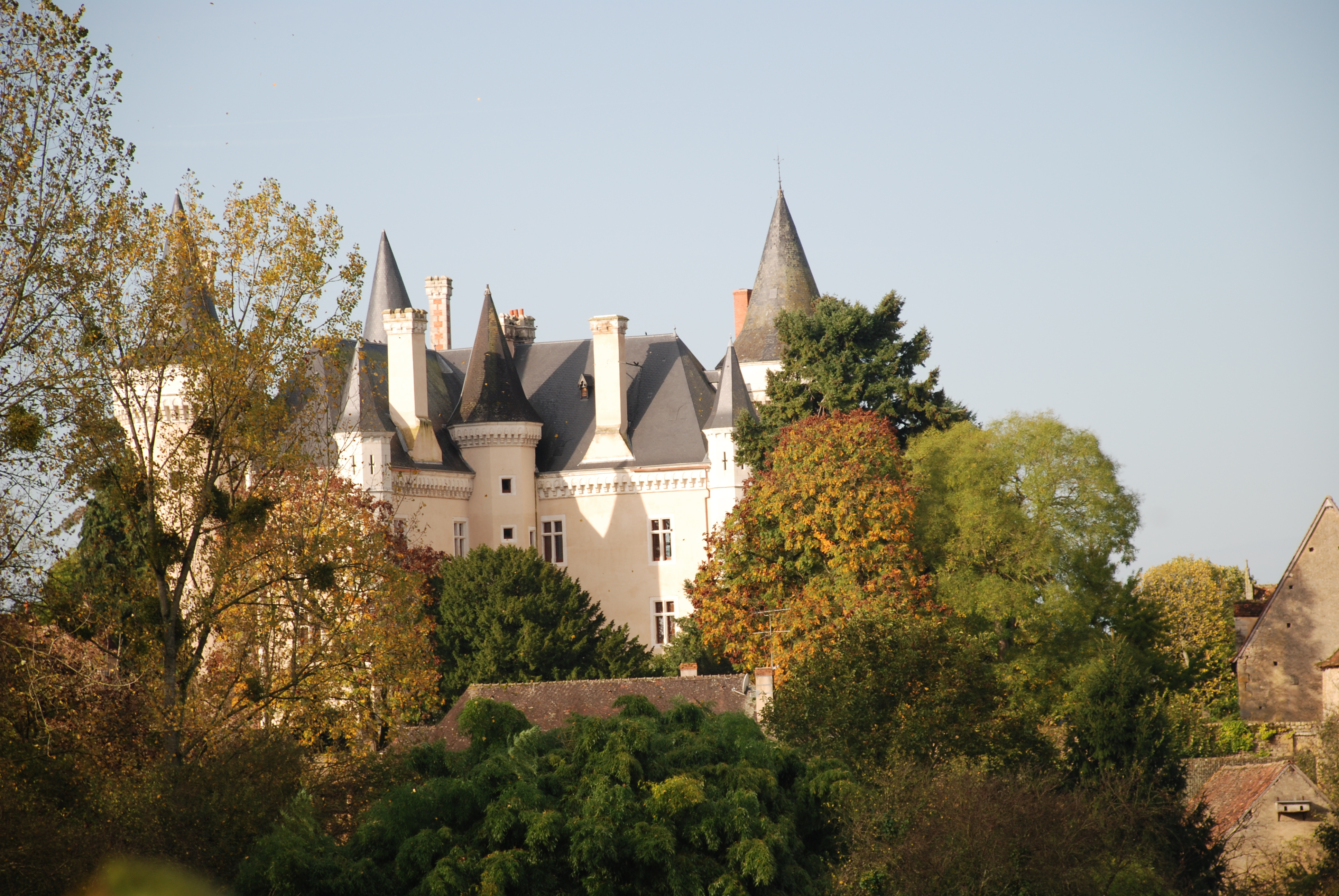
château de Saint-Chartier.

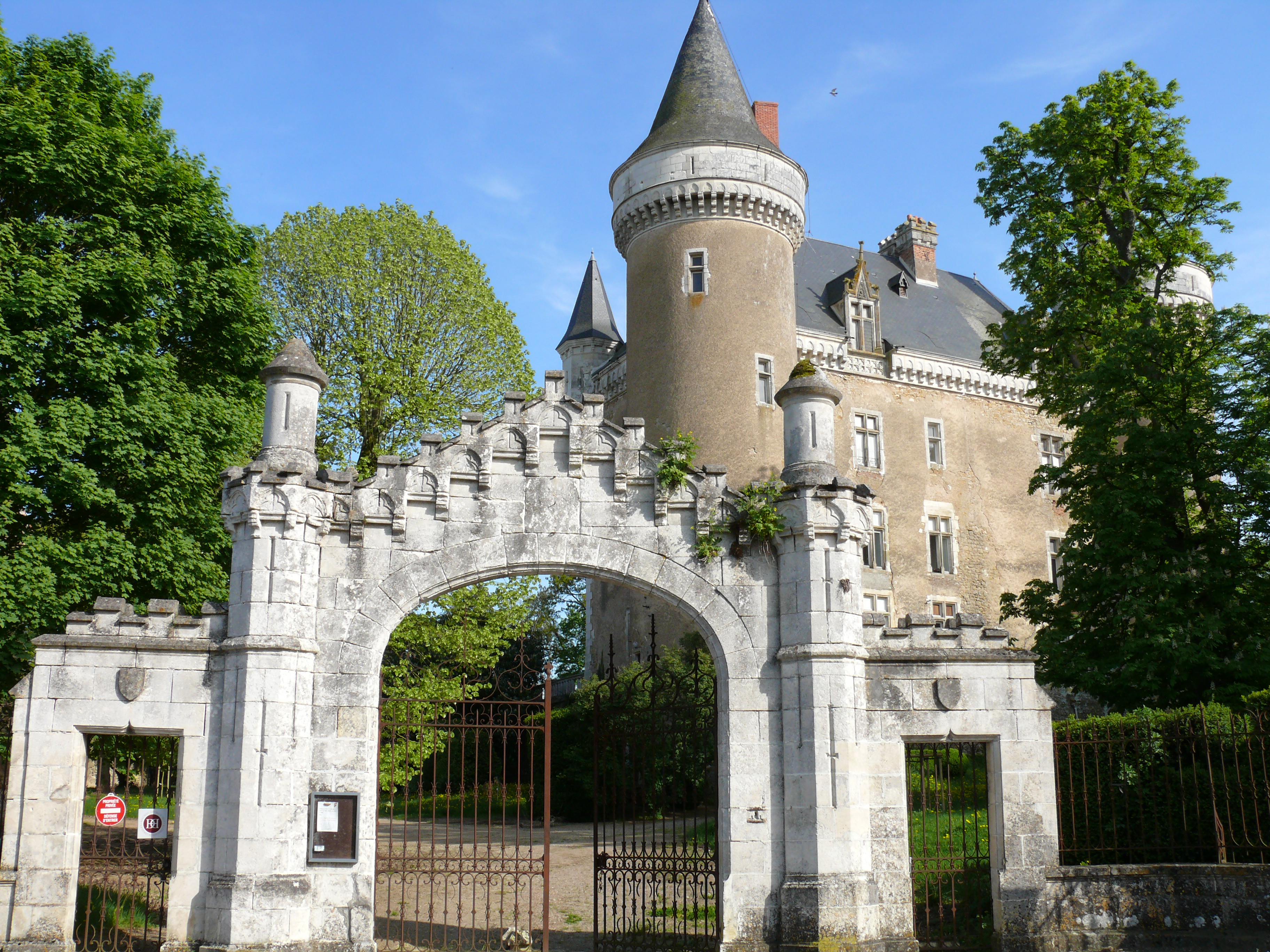
L'entrée du château.

## Architecture
L'édifice se présente initialement comme une masse cantonnée de quatre tours aux angles. Il est remanié au XIXe siècle. La tour nord est démolie, une terrasse est aménagée sur la face sud et tous les murs sont percés de fenêtres.
Du XIIIe siècle date la galerie dite « Jeu de paume ».
Le bâtiment fait 41 mètres de long sur 6 mètres de large, il est orné de 19 colonnes monolithes à chapiteaux, reliées entre elles par des arcs en bois. Au XVe siècle, communs et remparts sont remaniés. Il subsiste les courtines nord et est se retournant en équerre, cantonnées à chaque angle d'une tour. Deux d'entre elles possèdent encore les consoles de leur chemin de ronde.
Le manteau de la cheminée de la salle à manger, au rez-de-chaussée du château, est orné des armes de Marguerite de Chauvigny.

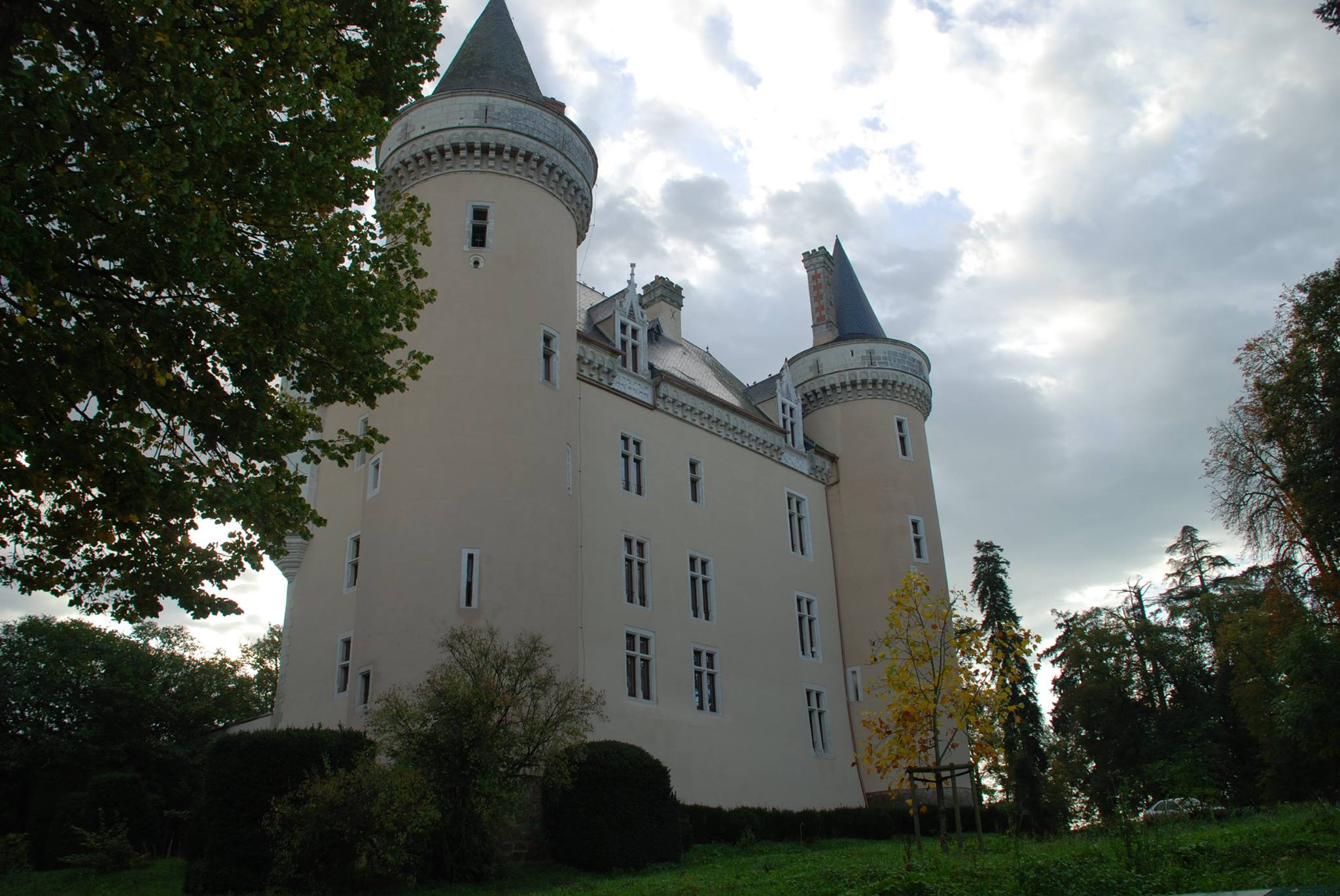
Le château.
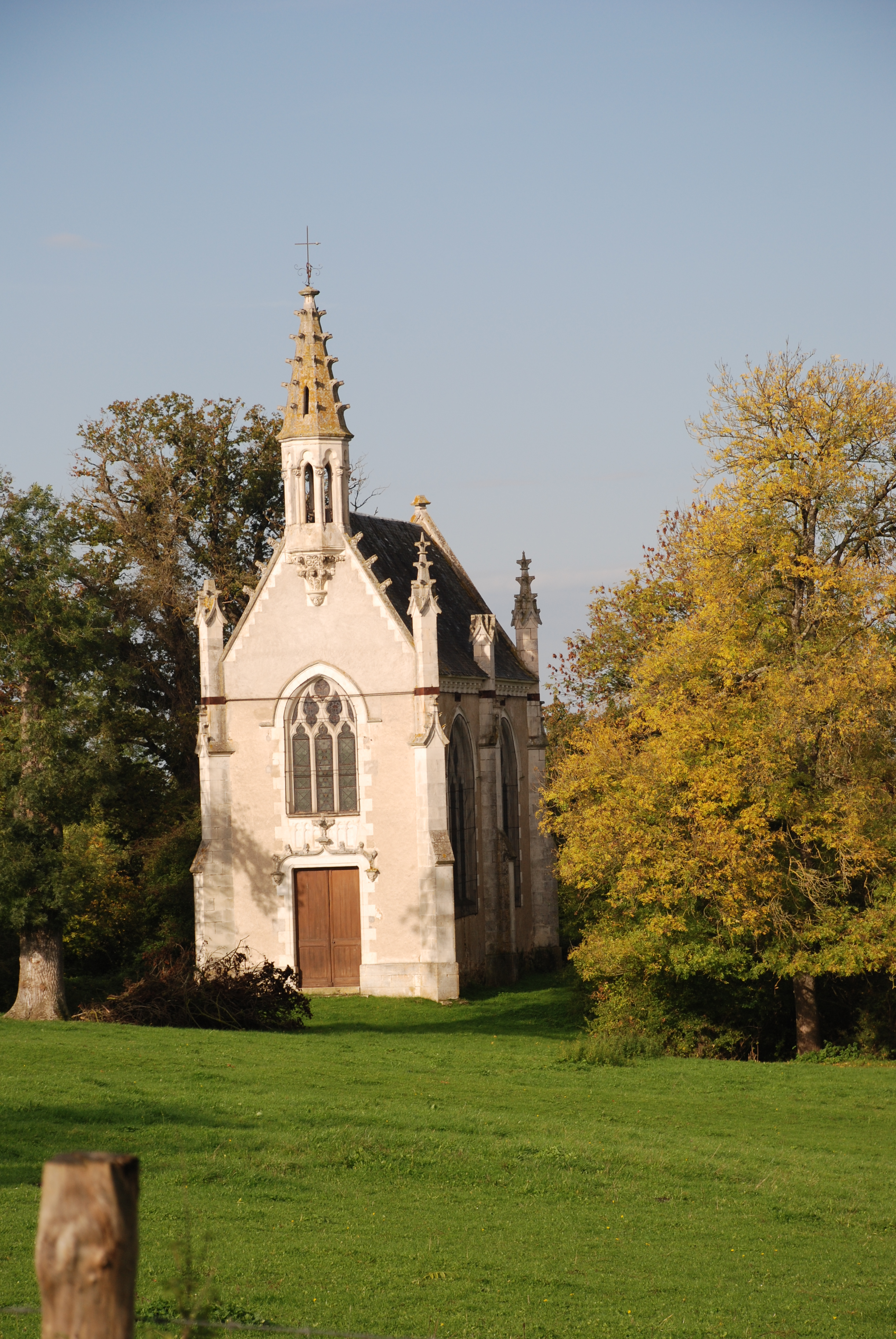
La chapelle.
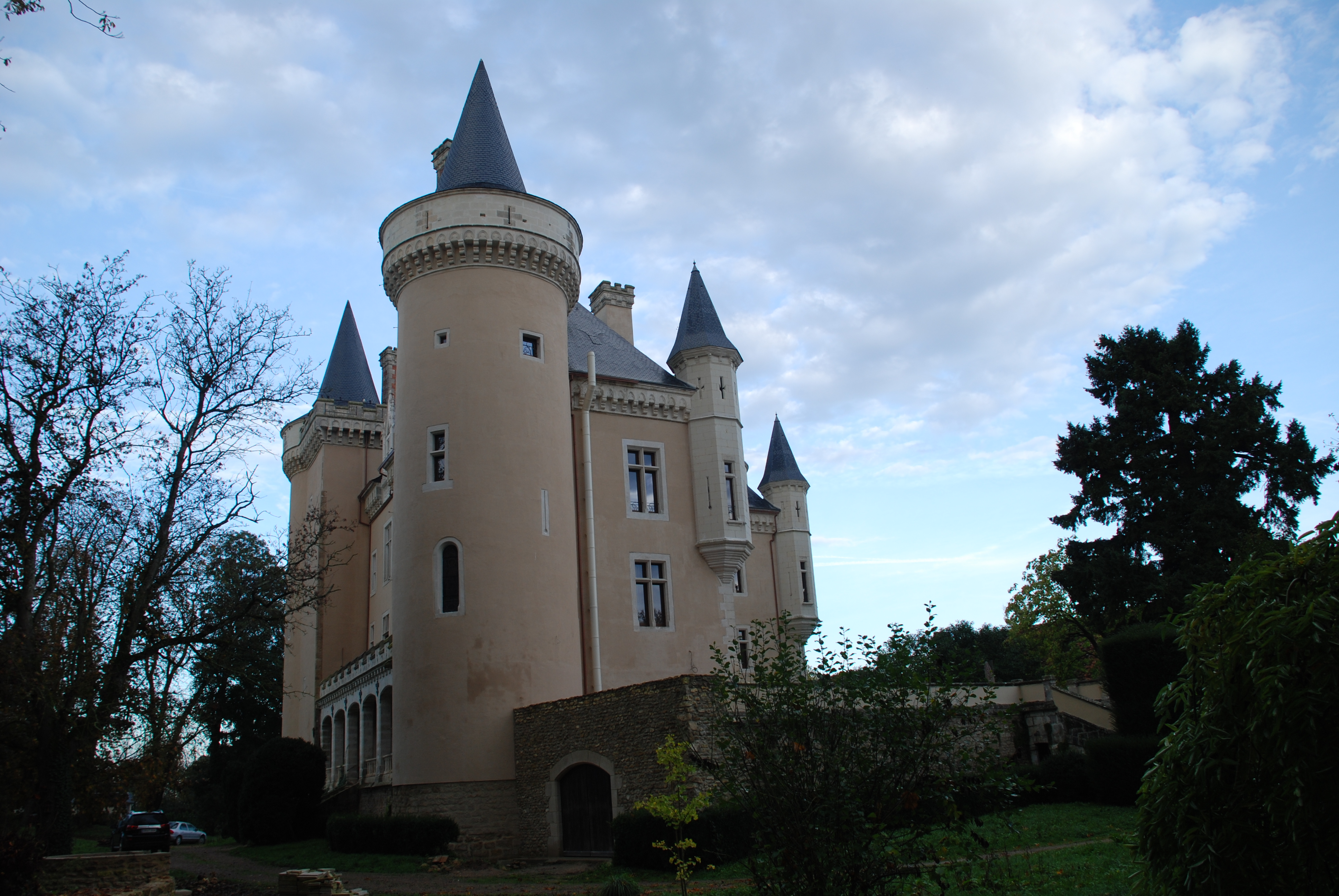
Les tours.
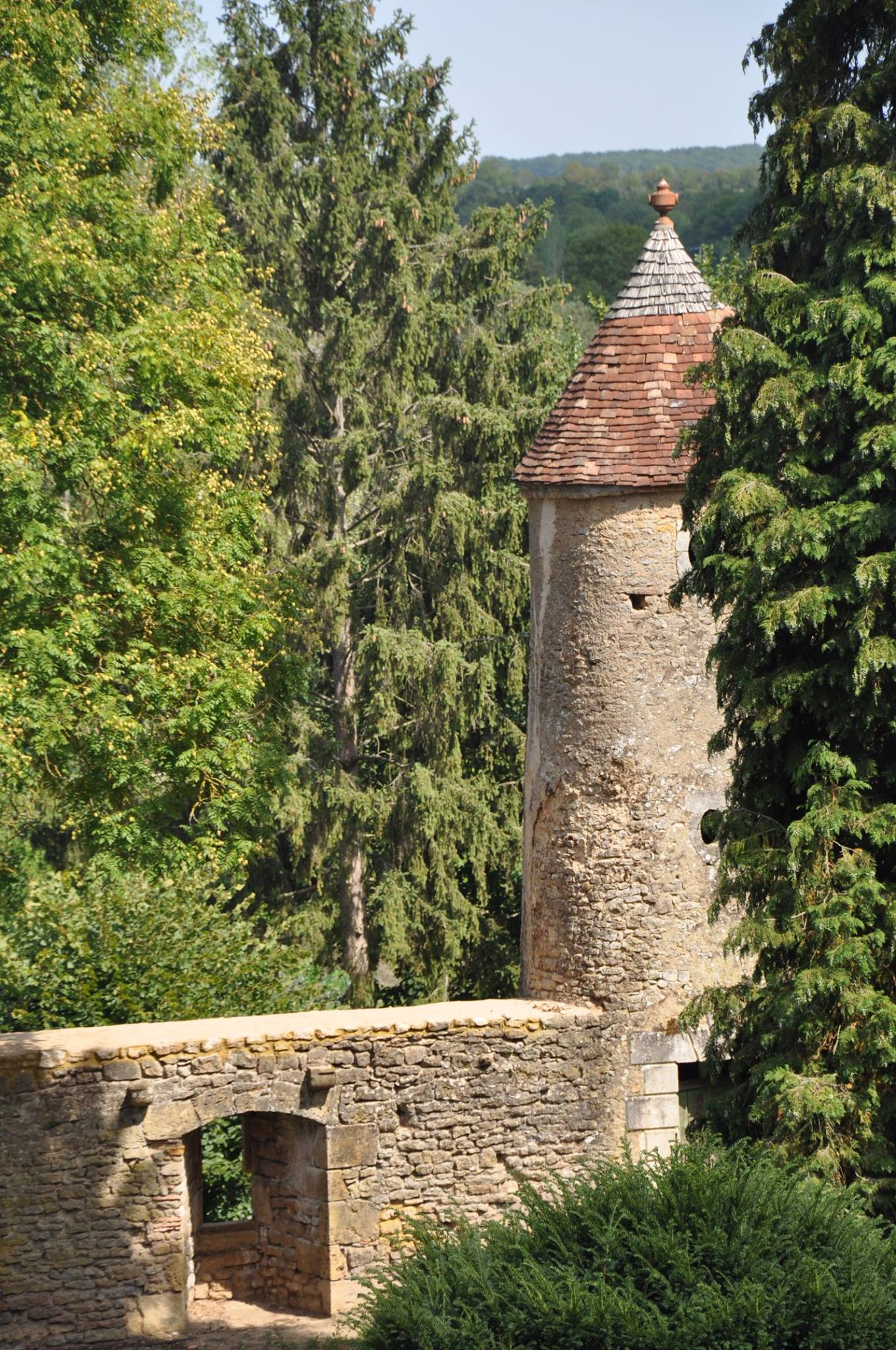
Une tour.
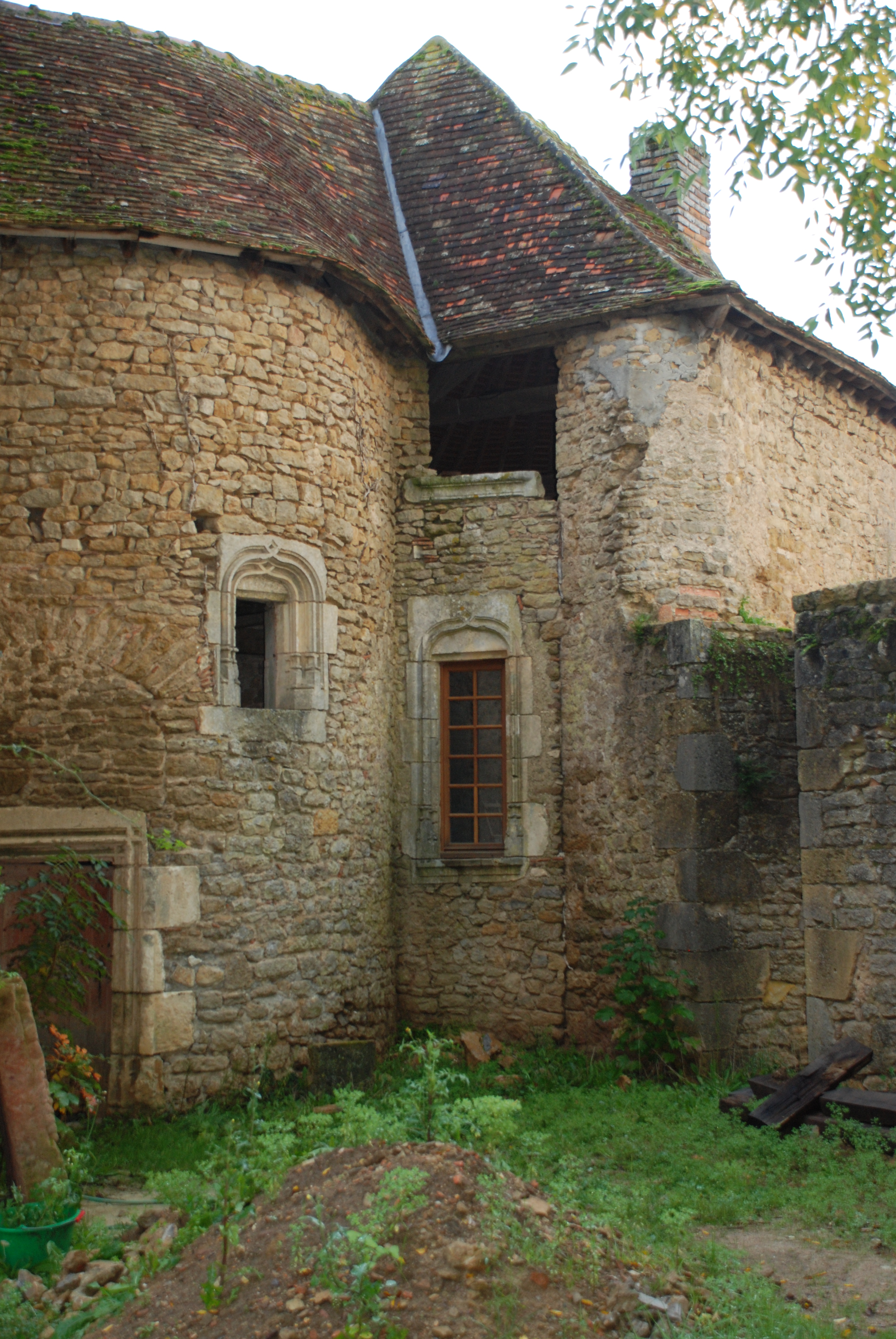
Les murs .
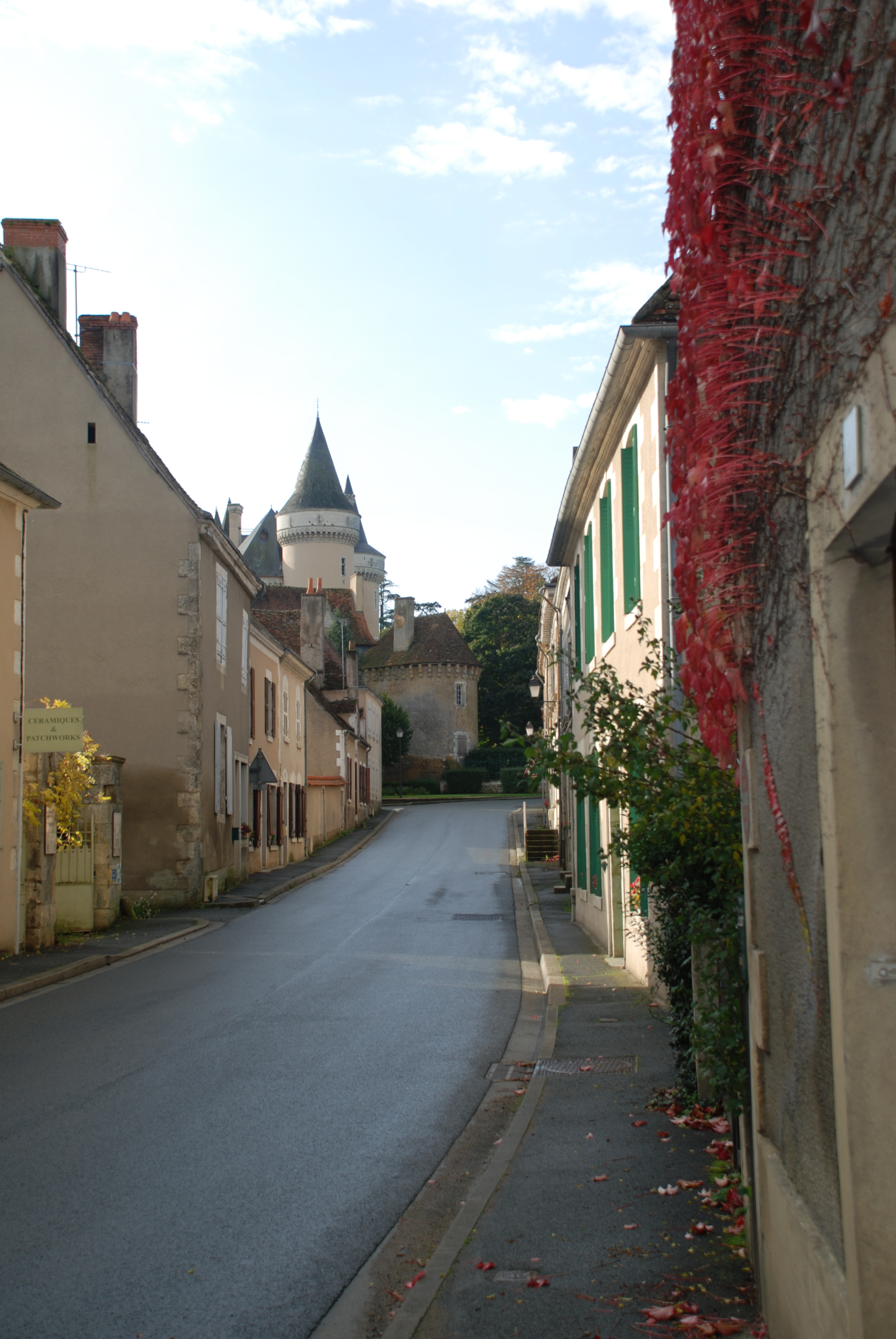
Le château vu du bourg.
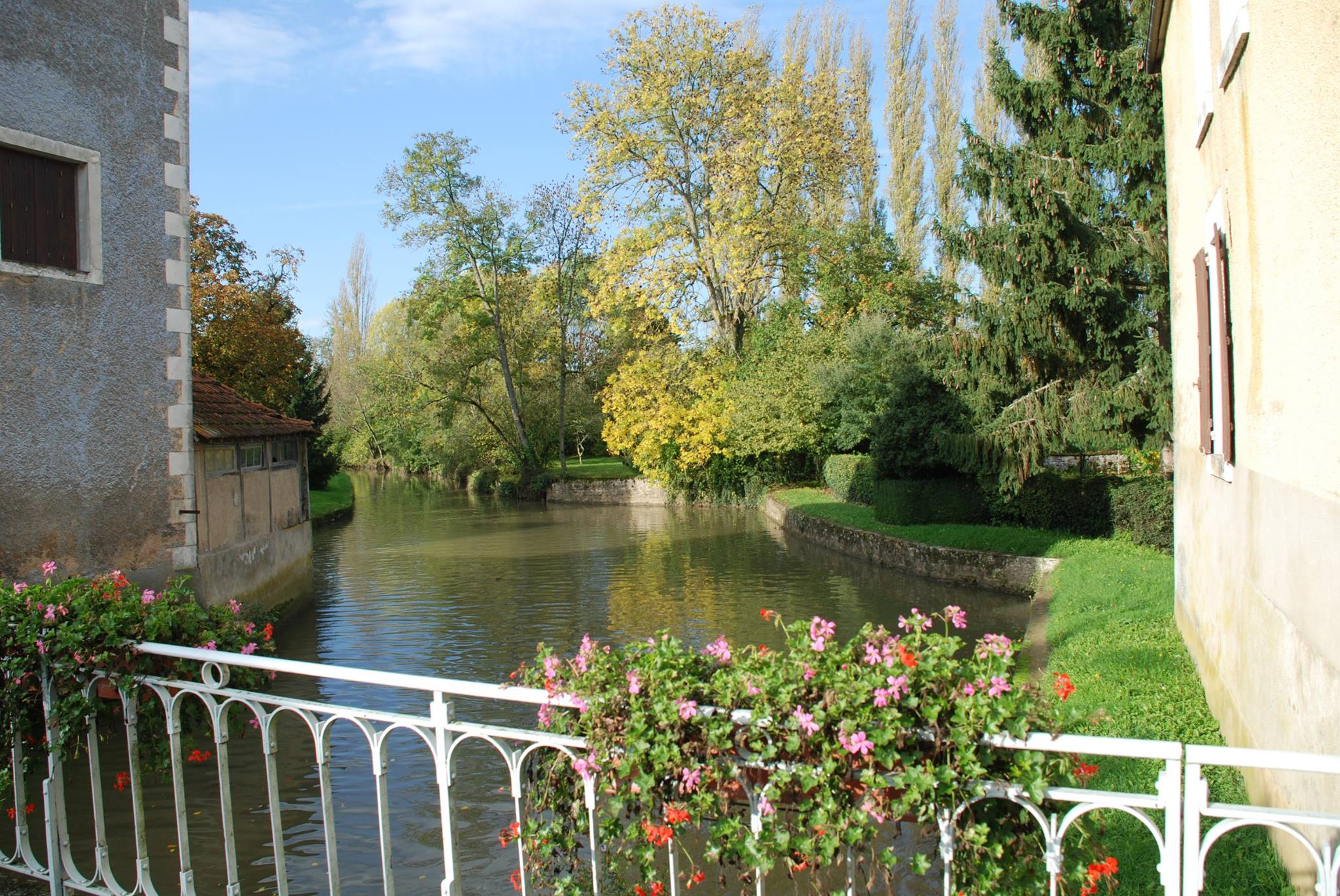
Les jardins.

## George Sand et le château de Saint-Chartier
Voici la description du château, au milieu du XIXe siècle, faite par George Sand dans  Histoire de ma vie:
« Il y avait des salles immenses, des cheminées colossales et des oubliettes que je me rappelle parfaitement. Ce château est célèbre dans l’histoire du pays. Il était le plus fort de la province, et longtemps il servit de résidence aux princes du pays du bas Berry. Il a été assiégé par Philippe-Auguste en personne, et plus tard il fut encore occupé par les Anglais et repris sur eux à l’époque des guerres de Charles VII C’est un grand carré flanqué de quatre tours énormes. Le propriétaire, lassé de l’entretenir, voulut l’abattre pour vendre les matériaux. On réussit à enlever la charpente et à effondrer toutes les cloisons et murailles intérieures. Mais on ne put entamer les tours bâties en ciment romain, et les cheminées furent impossibles à déraciner. Elles sont encore debout, élevant leurs longs tuyaux à quarante pieds dans les airs, sans que jamais, depuis trente ans, la tempête ou la gelée en ait détaché une seule brique. En somme, c’est une ruine magnifique et qui bravera le temps et les hommes pendant bien des siècles encore. La base est de construction romaine, le corps de l’édifice est des premiers temps de la féodalité.

C’était un voyage alors que d’aller à Saint-Chartier. Les chemins étaient impraticables pendant neuf mois de l’année. Il fallait aller par les sentiers des prairies, ou se risquer avec le pauvre âne, qui resta plus d’une fois planté dans la glaise avec son fardeau. Aujourd’hui une route superbe bordée de beaux arbres, nous y mène en un quart d’heure. Mais le château me faisait une bien plus vive impression alors qu’il fallait plus de peine pour y arriver.  »
— George Sand, Histoire de ma vie, page 279.

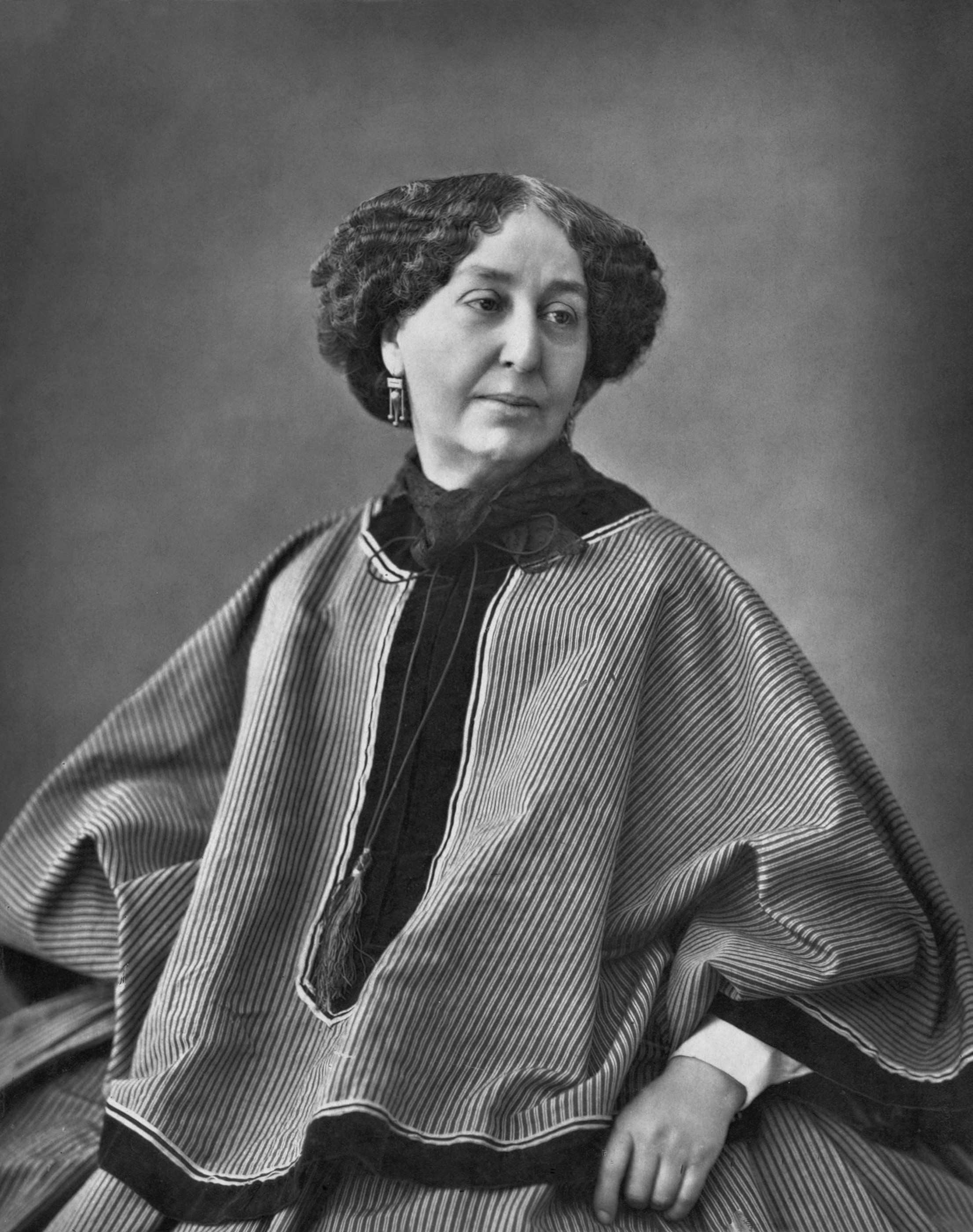
George Sand, par Nadar.

Aussi, elle situa à Saint-Chartier une grande partie de son roman Les Maîtres sonneurs:
« Voyant comme elle regrettait son beau temps, je tâchai de lui offrir ma sœur pour garder son petit, tandis qu'elle irait aux danses de Saint-Chartier. Il faut vous dire qu'en ce temps-là, il y avait, au vieux château dont vous ne voyez plus que la carcasse, une demoiselle vieille, qui était de belle humeur et donnait bal à tout le pays environnant. Bourgeois ou nobles, paysans ou artisans, y allait qui voulait; les salles du château étant si grandes qu'elles ne pouvaient jamais être trop remplies. Et l'on y voyait aller messieurs et dames montés sur leurs chevaux ou bourriques en plein hiver, par des chemins abominables, en bas de soie, boucles d'argent et tignasses poudrées à blanc comme l'étaient souvent de neige les arbres du chemin. On s'y amusait tant, que rien n'arrêtait la compagnie riche et pauvre, qui s'y voyait bien régalée de midi à six heures du soir »
— George Sand, Les  Maitres Sonneurs, Paris, Librairie Nouvelle, 1857.
George Sand décrit aussi, de façon savoureuse, l'achat du château par Alexandre Naud :
« 
[…] Ce vieux château de Saint-Chartier où vous avez grimpé dans les ruines (à un quart de lieue de Nohant) valait, avec ses terres, 300.000 f. et vient d'être acheté 250000. Cela s'est fait en un tour de main et sans que j'aie eu le temps de vous en aviser. Le riche Simons, un des gros capitalistes de France, croyait le tenir à 220.000. Tout à coup apparaît un personnage de comédie, sale et troué, que l'on prend pour un mendiant, et qui regarde le manoir, sort 250.000 f. de sa poche et achète sous le nez du millionnaire ébahi. Le lendemain ledit millionnaire lui fait offrir 60.000 f. de bénéfice. L'homme percé et crasseux refuse. Il a encore 2 à 300.000 f. à placer pour s'arrondir. Quel est ce personnage ? Certainement c'est un échappé de roman ou de mélodrame. Il se donne pour un ex-marchand de bonnets de coton, qui s'est enrichi… en Chine ! Moi, je dis que c'est un ancien corsaire ou un émissaire de Monte-Christo.  »
— George Sand, Lettre à Adolphe Lemoine-Montigny du 6 décembre 1858.
À cette lettre, Georges Lubin ajoute le commentaire suivant :
« 
[…] Alexandre Naud, né à Puy-Saint-Bonnet (Deux-Sèvres) vers 1790, avait acquis une fortune en créant une industrie de toiles de Cholet et acquis des domaines importants dans l'Ouest, qu'il liquida pour acheter la terre de Saint-Chartier, qu'il agrandit ensuite. Il vécut comme un personnage de Balzac, habitant quatre pièces du château, s'y nourrissant frugalement de pommes et de noix. Il était marié, mais sa femme ne l'avait pas suivi en Berry. Son fils Alexandre devint maire du pays, conseiller général et mena la grande vie. Sa fille épousa un certain Germain, ramené d'Alep par le jeune duc de Blacas. Ce sont eux qui firent restaurer le château (abusivement). […]  »
— Georges Lubin, ibid.

## Les légendes du château de Saint-Chartier
Jeanne d´Arc
Elle aurait logé au château de Saint-Chartier, dit le poète Hector de Corlay (alias abbé Émile Jacob).
Le trésor enterré par Napoléon
« Napoléon aurait fait escale a Saint-Chartier au retour de Waterloo, les villageois racontèrent que les sapeurs impériaux avaient travaillé sans relâche, des jours durant, pour enterrer un trésor, mais il semble qu'il n'était pas pécuniaire, tout ce qui a été découvert étaient, selon certaines légendes, les plaques de cuivre d'un projet éditorial de Napoléon, en rapport avec les découvertes archéologiques que fit la France en Égypte sous son commandement »
— Ivo Fornesa  et Carlos Lluch, Le fantôme du petit écuyer ; d'après Émile Jacob, Histoire de Saint-Chartier.
Concours de contes
La Fondation Fornesa, en partenariat avec la mairie de Saint-Chartier, organise chaque année un concours de littérature pour enfants intitulé « Concours de contes du château de Saint-Chartier ».